# Boomerang drengen
Boomerang drengen er en dokumentarfilm fra 2004 instrueret af Finn Nørgaard.

## Handling
Trent Carter er 13 år. Han bor med sin familie i det sydøstlige Australien. Trent begyndte at kaste med boomerang, da han var to år, og hans drøm er at blive verdensmester. Filmen følger Trent og hans familie, mens de forbereder sig til en stor boomerangturnering i Sydney. Før afrejsen opsøger Trent sin farfar, der på sit værksted lærer ham at lave sin egen boomerang. På vej til Sydney stopper familien i bushen, så Trent kan møde aboriginalen Murundindi. Her får han en større forståelse for den kultur og de mennesker, der skabte boomerangen. Han oplever, hvordan boomerangen kan bruges som både våben, fiskeredskab, musik- og graveinstrument, og han lærer forskellige kasteteknikker. På rejsen bliver Trent - og filmens publikum - en hel del klogere på det mere end 15.000 år gamle flyvende instrument.